# Larry the Cable Guy
Daniel Lawrence Whitney (cunoscut ca Larry the Cable Guy; n. 17 februarie 1963, Pawnee City⁠(d), Nebraska, SUA) este un comedian de stand-up, actor și producător american. A interpretat vocea personajului Bucșă din seria de filme Mașini. A lansat șapte albume de comedie, dintre care trei au fost certificate de aur de către RIAA pentru livrări de 500.000 de exemplare.